# 地拉那文化宮

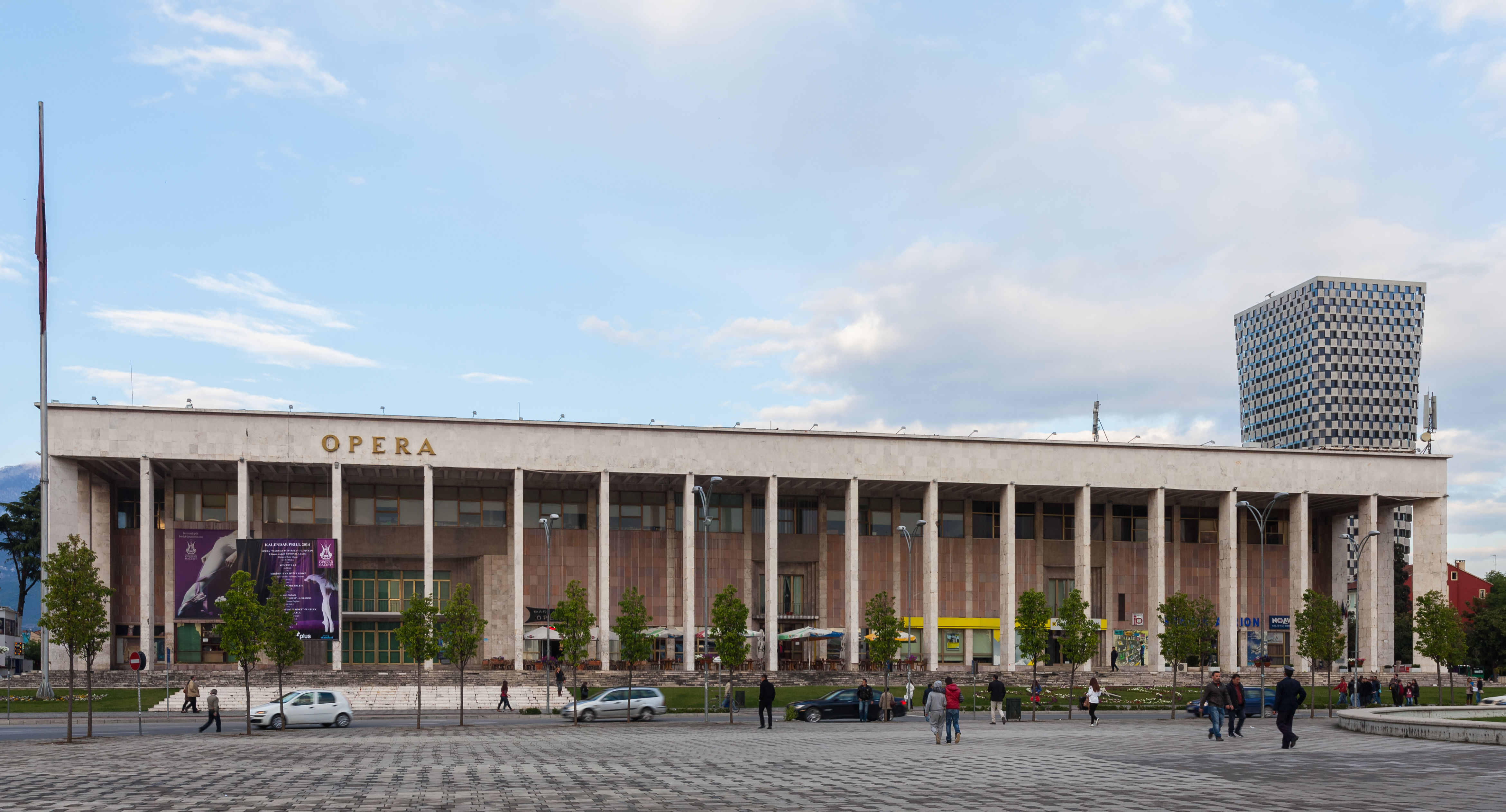
地拉那文化宮

地拉那文化宮是位於阿爾巴尼亞首都地拉那的一座建築，開工於1959年。大樓奠基時由赫鲁晓夫象徵性的挖下第一塊石頭，並在1963年竣工。地拉那文化宮的建築風格和許多東歐國家建築都十分相似。現在阿爾巴尼亞國家圖書館和國立阿爾巴尼亞歌劇院及芭蕾舞劇院都位於地拉那文化宮。